# Лебедянка (Анжеро-Судженський міський округ)
Лебедя́нка (рос. Лебедянка) — село у складі Анжеро-Судженського міського округу Кемеровської області, Росія.

## Населення
Населення — 412 осіб (2010; 493 у 2002).
Національний склад (станом на 2002 рік):
- росіяни — 97 %